# Шатноа (Лоаре)
Шатноа (фр. Châtenoy) насеље је и општина у централној Француској у региону Центар (регион), у департману Лоаре која припада префектури Орлеан.
По подацима из 2011. године у општини је живело 427 становника, а густина насељености је износила 16,52 становника/km². Општина се простире на површини од 25,84 km². Налази се на средњој надморској висини од 126 метара (максималној 139 m, а минималној 109 m).

## Демографија
| 1962. | 1968. | 1975. | 1982. | 1990. | 1999. | 2011. |
| ----- | ----- | ----- | ----- | ----- | ----- | ----- |
| 259   | 278   | 233   | 290   | 295   | 367   | 427   |

График промене броја становника у току последњих година